# Sigma1 Cancri
Sigma1 Cancri (σ1 Cancri, förkortad Sigma1 Cnc, σ1 Cnc), som är stjärnans Bayer-beteckning (även kallad 51 Cancri), är en ensam stjärna i norra delen av stjärnbilden Kräftan. Den har en skenbar magnitud av 5,68 och är svagt synlig för blotta ögat där ljusföroreningar ej förekommer. Baserat på parallaxmätning inom Hipparcosuppdraget på ca 15,5 mas, beräknas den befinna sig på ett avstånd av ca 210 ljusår (64 parsek) från solen.

## Egenskaper
Sigma1 Cancri är en blå till vit stjärna i huvudserien av spektralklass A8 Vas Den har en massa som är ca 1,7 gånger solens massa, en radie som är ca 2,5 gånger solens radie och avger ca 18 gånger mer energi än solen från dess fotosfär vid en effektiv temperatur på ca 8 100 K.
Sigma1 Cancri har en visuell följeslagare av magnitud 13,3, som år 2011 hade en vinkelseparation på 5,2 bågsekunder vid en positionsvinkel på 276°.